# Saxicola
Saxicola és un gènere d'ocells de la família dels muscicàpids (Muscicapidae).

## Taxonomia
Segons la Classificació del Congrés Ornitològic Internacional (versió 11.2, juliol 2021) aquest gènere està format per 15 espècies:
- Saxicola caprata - Bitxac negre.[2]
- Saxicola dacotiae - Bitxac de les Canàries.[2]
- Saxicola ferreus - Bitxac gris.[2]
- Saxicola gutturalis - Bitxac de Timor.[2]
- Saxicola insignis - Bitxac de Hodgson.[2]
- Saxicola jerdoni - Bitxac de Jerdon.[2]
- Saxicola leucurus - Bitxac cuablanc.[2]
- Saxicola macrorhynchus - Bitxac de Stoliczka.[2]
- Saxicola maurus - Bitxac siberià.[3]
- Saxicola rubetra - Bitxac rogenc.[2]
- Saxicola rubicola - Bitxac comú.[4]
- Saxicola sibilla (endèmic de Madagascar).
- Saxicola stejnegeri (endèmic de l'est d'Àsia)
- Saxicola tectes - Bitxac de la Reunió.[2]
- Saxicola torquatus - Bitxac africà.[5]